# Mohamed Salah El Boukammiri
Mohamed Salah El Boukammiri (27 mei 2004) is een Belgisch voetballer die sinds 2024 onder contract ligt bij Lommel SK.

## Carrière
Salah genoot zijn jeugdopleiding bij Crossing Schaerbeek, Zulte Waregem en Union Sint-Gillis. Op 23 juli 2022 maakte hij er zijn officiële debuut in het eerste elftal: op de openingsspeeldag van het seizoen 2022/23 liet trainer Karel Geraerts hem tegen Sint-Truidense VV in de 88e minuut invallen voor Dante Vanzeir. Op de derde competitiespeeldag kreeg hij al iets meer speeltijd: in de 3-0-nederlaag tegen KV Mechelen liet Geraerts hem in de 62e minuut invallen voor Vanzeir. Daarnaast kwam hij in het seizoen 2022/23 ook in actie voor het beloftenelftal van Union in Tweede afdeling.
In juni 2023 ondertekende hij een tweejarig bij Club Brugge, waar hij aanvankelijk aansloot bij Club NXT. Een jaar later maakte hij de overstap naar Lommel SK.

## Clubstatistieken
| Seizoen         | Club                     | Land            | Competitie      | Competitie | Competitie | Beker | Beker | Supercup | Supercup | Europees | Europees | Totaal | Totaal |
| Seizoen         | Club                     | Land            | Competitie      | Wed.       | Dlp.       | Wed.  | Dlp.  | Wed.     | Dlp.     | Wed.     | Dlp.     | Wed.   | Dlp.   |
| --------------- | ------------------------ | --------------- | --------------- | ---------- | ---------- | ----- | ----- | -------- | -------- | -------- | -------- | ------ | ------ |
| 2022/23         | Union Sint-Gillis        | Vlag van België | Eerste klasse A | 2          | 0          | 0     | 0     | —        | —        | 0        | 0        | 2      | 0      |
| 2022/23         | Union Saint-Gilloise U23 | Vlag van België | Tweede afdeling | 27         | 3          | —     | —     | —        | —        | —        | —        | 27     | 3      |
| 2023/24         | Club NXT                 | Vlag van België | Eerste klasse B | 22         | 4          | —     | —     | —        | —        | —        | —        | 22     | 4      |
| 2024/25         | Lommel SK                | Vlag van België | Eerste klasse B | 22         | 5          | 1     | 0     | —        | —        | —        | —        | 23     | 5      |
| Carrière totaal | Carrière totaal          | Carrière totaal | Carrière totaal | 73         | 12         | 1     | 0     | 0        | 0        | 0        | 0        | 74     | 12     |

Bijgewerkt op 28 februari 2025.